# Šarišský Štiavnik
Šarišský Štiavnik é um município da Eslováquia, situado no distrito de Svidník, na região de Prešov. Tem 5,27 km² de área e sua população em 2018 foi estimada em 278 habitantes.

## Demografia
| Ano:        | 1994 | 2004    | 2014   | 2024    |
| ----------- | ---- | ------- | ------ | ------- |
| Broj ljudi: | 264  | 294     | 292    | 248     |
| Razlika:    |      | +11,36% | -0,68% | -15,06% |

| Ano:               | 2023 | 2024   |
| ------------------ | ---- | ------ |
| Número de pessoas: | 249  | 248    |
| Diferença:         |      | -0,40% |